# Salcantay
Salcantay é um pico da Cordilheira dos Andes localizado no Peru. Atinge os 6271 m de altitude e 2540 m de proeminência topográfica. Pertence à Cordilheira de Vilcabamba, sendo o ponto mais alto desta cordilheira que integra os Andes.